# Clara Olsson
Clara Josefina Olsson, född 31 januari 1866 i Stockholm, död 14 februari 1954 i Stockholm, var en svensk målare. 
Clara Olsson var dotter till Bengt Gustaf Jansson (eller Jonsson) och hans hustru född Eriksson. Hon gifte sig 1892 med byggmästaren Carl August Olsson och var mor till konstnären Carl Gunne. 
Olsson studerade vid Tekniska skolan i Stockholm 1886–1887 samt för Eugène Jansson och Olof Arborelius. Efter studierna arbetade hon som folkskollärare i Strömsholm 1887–1892 varefter hon återvände till Stockholm.    
Olsson medverkade i Sveriges allmänna konstförenings höstutställning i Stockholm 1926, Sundsvallsutställningen 1928 och utställningen Stockholm genom konstnärsögon i Stockholm. Tillsammans med Sten Borglind genomförde hon en separatutställning på Färg och Form i Stockholm 1943.
Hennes konst består framför allt av blomstermotiv i olja, tempera eller akvarell.